# Perga dahlbomii
Perga dahlbomii – gatunek błonkówki z rodziny Pergidae.

## Taksonomia
Gatunek ten został opisany w 1880 roku przez Johna Westwooda. Jako miejsce typowe podano "Australazję" Syntypem był samiec.

## Zasięg występowania
Australia. Notowany w stanach Nowa Południowa Walia, Queensland, oraz, być może, w Australii Zachodniej.

## Biologia i ekologia
Roślinami żywicielskimi są drzewa Angophora floribunda i Eucalyptus lehmannii z rodziny mirtowatych.